# Direktören för det hele
Direktören för det hele (da: Direktøren for det hele) är en dansk film från 2006. Den är skriven och regisserad av Lars von Trier.

## Handling
Då Ravn startade sin IT-firma uppfann han en direktör som tog hand om de stora och obehagliga besluten. Men en dag, då han ska sälja firman till några islänningar, insisterar de på att möta direktören. Så Ravn hyr in en inte särskilt duktig skådespelare, Kristoffer, till att spela Direktören för det hele, och då Ravn själv har agerat direktör genom att skicka mail till sina anställda har de allihop saker att klara upp med direktörn. 

## Rollista
- Kristoffer – Jens Albinus
- Ravn – Peter Gantzler
- Lise – Iben Hjejle
- Kisser – Sofie Gråbøl
- Nalle – Henrik Prip
- Gorm – Casper Christensen
- Heidi A. – Mia Lyhne
- 'Stakkels' Mette – Louise Mieritz
- Spencer – Jean-Marc Barr